# Los elegidos (serie de televisión mexicana)
Los elegidos es una serie de televisión de ciencia ficción mexicana producida por Sony Pictures Television para Televisa, a cargo del productor Andrés Santamaría en el 2019. Está basada en la serie de televisión española creada por Darío Madrona y Ruth García, Los protegidos. Se estrenó por Las Estrellas el 1 de julio de 2019 en sustitución de Esta historia me suena, y finalizó el 16 de agosto del mismo año siendo reemplazado por La reina soy yo.
Está protagonizada por Sara Maldonado y Carlos Ferro, con Macarena García Romero y Jason Romo como protagonistas juveniles y la participación antagónica de Julio Bracho.

## Sinopsis
Una extraña visión sobre un secuestro acapara de manera repentina la mente de Blanca, hija de Jimena Villegas. Jimena está cien por ciento segura que tal visión ha sido tan solo una pesadilla de la niña... pero todo cambia en el momento en que realmente sucede; dos hombres entran a casa de Jimena y se llevan a Blanca, dejando a Jimena al borde del colapso. Seis meses después, Jimena se enfoca en encontrar a su hija y necesita saber quiénes y por qué la secuestraron. Conoce a Silvestre Sánchez, un misterioso hombre que le revela quienes son las personas que secuestraron a su hija: se trata de una organización secreta manejada por Thomas Morrison, un hombre obsesionado en que los niños y jóvenes que capturan son el futuro de la humanidad, ya que ellos poseen superpoderes y genes con alteraciones biológicas que los hacen únicos. Silvestre tiene una hija adoptiva: Lucía, que cuenta con el poder de leer la mente de las personas. Al notar que este vínculo sobre los niños los une, Jimena y Silvestre se alían para encontrar a Blanca y a más niños con habilidades, como Carlitos, hijo de Mario Calderón, un dibujante que trabaja en la comisaría haciendo retratos hablados. Carlitos maneja la telequinesis; la capacidad de mover objetos con la mente. Jimena y Mario se conocen y acuerdan con Silvestre en conocer a dos jóvenes más con superpoderes.
Entre ellos están, Sandra López, una joven que atraviesa una tragedia al electrocutar a su hermana Sofía; pues ella posee la habilidad de manejar los campos electromagnéticos de sus alrededores. Esto la lleva a huir de casa de sus padres, y la policía la captura al averiar el vehículo en el que escapa. Silvestre pide a Cobra, un muchacho con la habilidad de hacerse invisible, rescatar a Sandra de los separos.
En el momento en que Sandra y Cobra llegan a reunirse con Silvestre, lo encuentran muerto encima de un auto. Aparentemente un grupo de hombres armados liderados por el Coronel Morrison lo interceptaron en su departamento, en compañía de Lucía, que gracias a sus habilidades logra salvarse. Jimena y Mario se alarman de la situación y se reúnen con Lucía, Carlitos, Sandra y Cobra, sin tener presente que los mismos hombres están a un paso de atraparlos. Cobra los detiene usando la invisibilidad y finalmente todos huyen, alejándose de todo.
Lucía recuerda a Silvestre decir que, si tuvieran un lugar al cual huir, fueran a Valle Encantado, un pueblo tranquilo y donde nadie podrá encontrarlos. Así, Jimena, Mario y los niños emprenden una nueva vida y deberán hacerse pasar como la familia García García y ocultar los poderes que poseen la mayoría de sus miembros. Jimena y Mario acuerdan rentar la casa de Rosa Domínguez, una mujer en exceso chismosa y entrometida. La familia evitará que tanto ella como su familia, se den cuenta que no solo aparentan ser una familia sino que Jimena y Mario tampoco son pareja, hasta a llegar al punto de enamorarse de verdad. El ingreso al colegio de Valle Encantado tampoco será una tarea fácil para ellos. Andrés, el director y Nuria, una maestra de primaria y hermana de Andrés, comenzarán a sospechar de los García García al creer que son unos farsantes y secuestradores de menores.
El Coronel Morrison tiene la obsesiva misión de tener en su poder a más y más jóvenes con superpoderes. Está convencido en que Silvestre hizo algunas relaciones con más niños especiales. Así que ordena a Lucas, un adolescente que tiene el poder de adquirir las características físicas de otra persona, reunirse con Jimena. Jimena lleva a Lucas a casa con la familia pensando que es Silvestre, pero es descubierto. Lucas se redime y se vuelve parte de la familia, ganándose el perdón de haberse hecho pasar por Silvestre. Asimismo, los García García vivirán grandes y alocadas aventuras en el colegio, y Jimena y Mario deberán averiguar qué tan fuerte es esa atracción que nace entre ellos. Más allá de las apariencias e impulsada por el cariño, los García García se convierten en una familia de verdad.

## Reparto

### Principales
- Sara Maldonado como Jimena Villegas / Jimena García[4]
- Carlos Ferro como Mario Calderón / Mario García
- Julio Bracho como Coronel Thomas Morrison[3]
- Carmen Madrid como Rosa Domínguez[5]
- Arantza Ruiz como Becka
- Erick Cañete como Lucas García[5]
- Macarena García Romero como Sandra López Torrija / Sandra García García[5]
- Jason Romo como Felipe Samudio / Felipe García García "Cobra"[5]
- Mario Escalante como Teniente Ismael Murillo
- Cinthia Vázquez como Nuria
- Gerardo Trejoluna como Antonio Domínguez[5]
- Clarisa González como Claudia Domínguez[3]
- Maximiliano Uribe como Carlos Calderón / Carlos García García[5]
- Paola Real como Lucía García García[5]
- Cassandra Iturralde como Blanca Villegas
- Lukas Urquijo[5]
- José Antonio Toldeano
- Javier Ponce como Leo[3]

### Recurrentes e invitados especiales
- Rodrigo Santacruz como Silvestre Sánchez / Arturo Fonseca
- Andrés Baida como Héctor[3]
- Aidan Vallejo como Hugo[3]
- Manuel Castillo como Javier
- Arturo García Tenorio
- Dalexa como Cecilia
- Salvador Amaya como Brandon Baeza
- Ignacio Riva Palacio como Jairo
- Lilo Durazo como Marusia
- Macarena Oz como Sofía Lopez Torrija
- Samuel Gallegos como Wan
- Joan Kuri como Jonás

## Episodios
| N.º | Título                                      | Fecha de emisión original |
| --- | ------------------------------------------- | ------------------------- |
| 1 | «¡Tenemos que estar unidos!»                | 1 de julio de 2019        |
| Con ayuda de Jimena y Mario, los elegidos se van a vivir juntos como familia, pero tendrán que acatar ciertas reglas para estar en paz. - Audiencia: 2.3 millones de personas                                        |                                             |                           |
| 2 | «El interrogatorio Domínguez»               | 2 de julio de 2019        |
| Los García García aprenden más sobre los gustos de cada integrante de la familia para poder sobrevivir la visita de la querida vecina de enfrente.                                                                   |                                             |                           |
| 3 | «La misión de Sandra»                       | 3 de julio de 2019        |
| Sandra está desesperada por ver a su hermana, así que Lucas se ofrece a ayudarle a inmiscuirse en el hospital. |                                             |                           |
| 4 | «¿Quién se robo el reloj?»                  | 4 de julio de 2019        |
| Tras ser acusado de robar el reloj, Cobra investigará para encontrar al culpable; el teniente Murillo encuentra la casa de los García García.                                                                        |                                             |                           |
| 5 | «Fiesta en Villa Dorita»                    | 5 de julio de 2019        |
| Lucas emprende una aventura para conseguir alcohol para la fiesta que Leo organiza en Villa Dorita; ¿quién es Ramiro Cortés?.                                                                                        |                                             |                           |
| 6 | «Rescatando al teniente Murillo»            | 8 de julio de 2019        |
| Mientras Mario y Lucas conquistan el FAIF (Festival anual de integración familiar), Jimena trata de salvar al teniente Murillo de sus enemigos.                                                                      |                                             |                           |
| 7 | «Dulce como un flan napolitano»             | 9 de julio de 2019        |
| Mientras Mario y Jimena tienen que escribir lo que sienten por su pareja en un taller para ser feliz, Sandra tratará de rescatar a su hermana.                                                                       |                                             |                           |
| 8 | «In vitro»                                  | 10 de julio de 2019       |
| Sandra descubre que fue concebida in vitro y que su hermana Sofía también, ¿qué poderes tendrá?; Mario y Jimena tienen una romántica velada.                                                                         |                                             |                           |
| 9 | «El caso Walsh»                             | 11 de julio de 2019       |
| El teniente Murillo y Jimena dan con un hombre que podría ser la pista para llegar a Morrison; Lucas tiene dudas sobre sus preferencias.                                                                             |                                             |                           |
| 10 | «Elena»                                     | 12 de julio de 2019       |
| Elena está desesperada al ver a Natalia muy enferma, así que le pedirá ayuda a Lucía; Mario recibe una intervención familiar.                                                                                        |                                             |                           |
| 11 | «Baeza, Brandon»                            | 15 de julio de 2019       |
| Mario, Jimena y Lucía planean engañar al agente Baeza para sacarle información; "Cobra" sufre una falla en sus poderes.                                                                                              |                                             |                           |
| 12 | «El primer beso»                            | 16 de julio de 2019       |
| Mario y Jimena se besan y pasan la noche juntos; otro integrante de la familia García García recibirá un inesperado beso.                                                                                            |                                             |                           |
| 13 | «El bien común»                             | 17 de julio de 2019       |
| Los fantasmas acechan a la familia García García, quienes además serán descubiertos por Nuria y Andrés. |                                             |                           |
| 14 | «Celos»                                     | 18 de julio de 2019       |
| Mario y Nuria se besan accidentalmente y Jimena enfurece al enterarse, ¡hasta Carlitos está molesto por lo que pasó!; "Cobra" recupera sus poderes.                                                                  |                                             |                           |
| 15 | «El secuestro de los García García»         | 19 de julio de 2019       |
| Nuria y Andrés raptan a "Cobra", Sandra, Lucas, Lucía y Carlitos para "liberarlos" de Jimena y Mario, quienes, a su vez, son detenidos por la policía.                                                               |                                             |                           |
| 16 | «Programa de Paradigmas Paranormales (PPP)» | 22 de julio de 2019       |
| Carlitos utiliza sus poderes para ser un gran portero, pero esto podría meterlo en problemas; ¿lograrán los niños escapar de Morrison?                                                                               |                                             |                           |
| 17 | «Feria de ciencias»                         | 23 de julio de 2019       |
| Jairo y Marucia, del PPP, llegan a Valle Encantado y encuentran pruebas paranormales en la escuela; Blanca enfrenta a Morrison.                                                                                      |                                             |                           |
| 18 | «Epidemia»                                  | 24 de julio de 2019       |
| Lucas se enferma y, como se escapa de la casa García García, contagia a sus compañeros de la escuela y a sus hermanos, quienes sufrirán curiosas transformaciones.                                                   |                                             |                           |
| 19 | «Atentado contra Morrison»                  | 25 de julio de 2019       |
| El coronel Morrison es apuñalado con unas tijeras por uno de los residentes; ¿"Cobra" y Sandra se besarán?. |                                             |                           |
| 20 | «Trabajo sucio»                             | 26 de julio de 2019       |
| Lucas le ayuda a Sandra a ponerle fin a su relación con "Cobra"; con ayuda de Hugo, el PPP le pondrá una trampa a Felipe.                                                                                            |                                             |                           |
| 21 | «Fenómenos del Internet»                    | 29 de julio de 2019       |
| El PPP publica un video exponiendo los poderes de Los Elegidos, ¡y se vuelven virales!; implantan un switch en Javier para controlar sus habilidades.                                                                |                                             |                           |
| 22 | «Mario, el abuelo»                          | 31 de julio de 2019       |
| Por tratar de salvar a Elena, Mario saldrá terriblemente afectado; un secreto de los PPP saldrá a la luz. |                                             |                           |
| 23 | «Círculo de confianza»                      | 1 de julio de 2019        |
| Morrison pone a prueba la lealtad de Becka, el inspector Murillo es atacado y Lucas arruina el plan de Mario y Jimena para salvar a Carlitos.                                                                        |                                             |                           |
| 24 | «Hoyo negro»                                | 2 de agosto de 2019       |
| Sandra es capturada por los hombres de Morrison y en el laboratorio se reencuentra con Sofía; Jimena y Mario se casan.                                                                                               |                                             |                           |
| 25 | «Línea de tiempo»                           | 5 de agosto de 2019       |
| En el laboratorio, Sandra y sus compañeros organizan un plan de escape. Mario pierde la custodia de Carlitos y Blanca confía en sus visiones.                                                                        |                                             |                           |
| 26 | «¿Quién es Ramiro Cortés?»                  | 6 de agosto de 2019       |
| La verdadera identidad de Ramiro Cortés ha salido a la luz. La policía encuentra el cadáver de Natalia y Jimena recibe un mensaje de Becka.                                                                          |                                             |                           |
| 27 | «Fecha de caducidad»                        | 7 de agosto de 2019       |
| Jimena descubre que Los elegidos están en peligro de muerte y Cobra, al enterarse, entra en depresión. Blanca tiene una visión del final del coronel.                                                                |                                             |                           |
| 28 | «Explosión»                                 | 8 de agosto de 2019       |
| Sergio, el marido de Jimena, regresa para alterar el orden de los García García. “Cobra” descubre el deterioro que sufre y ocurre un accidente en el laboratorio de Morrison.                                        |                                             |                           |
| 29 | «La caída de Becka»                         | 9 de agosto de 2019       |
| Becka asume el control del laboratorio, pero Los Elegidos se unen para derrocarla; Jimena toma una decisión entre Mario y Sergio.                                                                                    |                                             |                           |
| 30 | «Junio 1915»                                | 12 de agosto de 2019      |
| Un nuevo elegido llega a Valle Encantado y Sergio pacta intercambiar a Blanca por Ángel. |                                             |                           |
| 31 | «Señal luminosa»                            | 13 de agosto de 2019      |
| El plan de Los Elegidos para acabar con el laboratorio fracasa, el coronel secuestra a Lucía y muere alguien en Valle Encantado.                                                                                     |                                             |                           |
| 32 | «La muerte de Mario»                        | 14 de agosto de 2019      |
| Durante el atentado al búnker, Mario pierde la vida, el coronel es asesinado por Becka y ésta recibe su justo castigo, pero todo podría cambiar.                                                                     |                                             |                           |
| 33 | «Problemas en el paraíso»                   | 15 de agosto de 2019      |
| Tras someterse a un proceso de potenciación de poderes, Sofía incrementa sus habilidades y las usa para destruir a Los Elegidos; Becka recibe una segunda oportunidad.                                               |                                             |                           |
| 34 | «Somos Los Elegidos»                        | 16 de agosto de 2019      |
| La familia García está a punto de atrapar al coronel Morrison, mientras Cobra trata de encontrar la cura de su deterioro físico. El futuro de la familia García está en incertidumbre si ellos podrán seguir unidos. |                                             |                           |

## Premios y nominaciones

### Premios TVyNovelas 2020
| Categoría                       | Nominados              | Resultados |
| ------------------------------- | ---------------------- | ---------- |
| Mejor serie dramática           | Andrés Santamaría      | Nominado   |
| Mejor actriz de serie dramática | Macarena García Romero | Nominada   |
| Mejor actor de serie dramática  | Carlos Ferro           | Nominado   |
| Los favoritos del público       |                        |            |
| El más guapo                    | Carlos Ferro           | Nominado   |
| El mejor final                  | Andrés Santamaría      | Nominado   |
| Mejor reparto                   | Andrés Santamaría      | Nominado   |